# Тищенко, Николай Афанасьевич (инженер)
Николай Афанасьевич Тищенко (1905—1984) — советский учёный, доктор технических наук, лауреат Сталинской премии.
Родился в октябре 1905 года в Мариуполе.
С 1923 года работал электромонтером на металлургическом заводе, с 1926 г. учился в Харьковском электротехническом институте и потом в его аспирантуре.
С 1931 г. в отделе электропривода Харьковского электромеханического завода (ХЭМЗ): инженер, начальник бюро металлургии, начальник отдела.
Под его руководством были разработаны и введены в эксплуатацию электроприводы прокатных станов и доменных печей для строившихся Магнитогорского, Кузнецкого, Запорожского и других металлургических заводов.
После начала войны — в Москве, Орске, Свердловске. С 1944 г. и до конца своей трудовой деятельности работал в Москве в Проектно-восстановительном тресте (ВНИИэлектропривод). Руководил созданием электрооборудования новых заводов Урала и Сибири и восстановлением электроприводов и электрооборудования разрушенных фашистами металлургических заводов.
Разработал новую методику расчетов переходных процессов в электроприводе обжимных прокатных станов, предложил для них усовершенствованный электропривод, разработал и исследовал вопросы теории электроприводов, в том числе металлургических, вопросы предельной геометрии прокатных электрических машин и теорий двухходовых обмоток якоря.
Доктор технических наук. Автор книг: «Надежность систем электропривода» (Москва, 1965); «Электропривод и автоматизации реверсивных обжимных прокатных станов» (Москва, 1966); «Основы металлургического электропривода» (Москва, 1968).
Лауреат Сталинской премии (1951 — за разработку и внедрение электромашинной автоматики для прокатных станов) и Ленинской премии (1961 — за участие в создании типового непрерывного заготовочного стана 850/700/500).
Награждён орденами Октябрьской Революции, Трудового Красного Знамени, Красной Звезды и медалями, Почётной грамотой Президиума Верховного Совета РСФСР, медалями ВДНХ, а также орденом Командорский крест возрождения Польши.
Жена — Ольга Ефимовна Гольдберг. Сын — Марат Николаевич Тищенко, конструктор вертолётов, академик РАН, Герой Социалистического Труда.